# Shabon songs
『shabon songs』（シャボン・ソングス）は、安藤裕子の5枚目（ただし、前作までは「○○ FULL ALBUM」との表記であったが、今作からは単に「3rd ALBUM」と表記されるようになった。）のアルバム。2007年2月14日に発売。発売元はcutting edge。

## 解説
2006年に発表された『Merry Andrew』以来、約1年ぶりとなるアルバム。シングル2作を含む全12曲での構成。
通常盤のほか、初回限定特殊パッケージ（ジャケット違い）及び初回限定生産盤（CD+DVD）の2タイプでのリリースとなった。初回盤付属のDVDには、前年行われた『Tour“Merry Andrew”』の模様から数曲セレクトしたものを収録している。3パターンにおいて、収録曲の相違は無い。
また、タワーレコード・HMV・TSUTAYA・新星堂では、先着限定で店舗別に4パターンのオリジナルポストカードを封入(店頭販売のみ)。HMVでは、初回盤のみオンライン購入限定で、購入特典としてオリジナル壁紙をダウンロードできる。
作品としては、前作より若干バンド形態の楽曲が増す傾向にある。発売週のオリコンデイリーチャートでは3位を記録し、週間チャートでは当時の自己最高位の6位を記録した。

## 収録曲
1. 手を休めてガラス玉
(作詞・作曲:安藤裕子　編曲:山本隆二)
2. 雨唄
(作詞・作曲:安藤裕子　編曲:山本隆二)
3. TEXAS
(作詞:安藤裕子　作曲:安藤裕子 / 山本隆二　編曲:山本隆二)
前年発売の5thシングル。いろメロミックスDX CMソング。
4. シャボン ボウル
(作詞・作曲:安藤裕子　編曲:山本隆二)
5. SUCRE HECACHA
(作詞・作曲:安藤裕子　編曲:山本隆二)
6. よいこのクルマ
(作詞:安藤裕子　作曲:宮川弾　編曲・管編曲:山本隆二)
7. 絵になるお話
(作詞・作曲:安藤裕子　編曲:山本隆二)
8. “I”novel.
(作詞:安藤裕子　作曲:安藤裕子 / 山本隆二　編曲・弦編曲:山本隆二)
9. 安全地帯
(作詞・作曲:安藤裕子　編曲・弦編曲:山本隆二)
10. The Still Steel Down
(作詞・作曲:安藤裕子　編曲・弦編曲:山本隆二)
6thシングル。
11. Little Babe
(作詞・作曲:安藤裕子　編曲:山本隆二)
MUSIC ON! TV「Harmony with the Earth」使用曲。アコースティック・ギターとボーカルのみで構成された弾き語り的ナンバー。
12. 唄い前夜
(作詞・作曲:安藤裕子　編曲・管編曲:山本隆二)
アルバムのリード曲としてPVも製作された。

## 参加ミュージシャン
- 安藤裕子:vocal

- 手を休めてガラス玉
  - 山本タカシ:acoustic & electric guitar
  - 沖山優司:bass
  - 佐野康夫:drums
  - 山本隆二:piano, organ & keyboards
- 雨唄
  - 山本タカシ:acoustic & electric guitar
  - 岡雄三:bass
  - 沼澤尚:drums
  - Latyr Sy:percussions
  - 山本隆二:piano, organ & programming
- TEXAS
  - 山本タカシ:acoustic & electric guitar
  - 沖山優司:bass
  - 矢部浩志 (カーネーション):drums
  - 山本隆二:piano, organ, keyboards & glocken
- シャボン ボウル
  - 岡雄三:bass
  - 山本隆二:piano
- SUCRE HECACHA
  - 加藤隆志 (東京スカパラダイスオーケストラ):electric guitar
  - 大田譲:bass
  - 矢部浩志:drums
  - 山本隆二:fender rhodes, keyboards & programming
- よいこのクルマ
  - 石成正人:electric guitar
  - 沖山優司:bass
  - 波多江健:drums
  - 西岡ヒデロー:flugel horn
  - 宮内岳太郎:trombone
  - 首藤晃志:tenor sax
  - 山本隆二:fender rhodes, organ, programming
- 絵になるお話
  - 山本タカシ:electric guitar
  - 鈴木正人 (little creatures):bass
  - 沼澤尚:drums
  - 山本隆二:synthesizers, piano & programming
- “I”novel.
  - 山本タカシ:electric guitar
  - 沖山優司:bass
  - 佐野康夫:drums
  - CHICA strings:strings
  - 山本隆二:piano, keyboards
- 安全地帯
  - 加藤隆志:acoustic & electric guitar
  - 岡雄三:bass
  - 佐野康夫:drums
  - CHICA strings:strings
  - 山本隆二:piano, organ
- The Still Steel Down
  - 加藤隆志:electric guitar
  - 大田譲:bass
  - 矢部浩志:drums
  - CHICA strings:strings
  - 山本隆二:piano, organ, keyboards
- Little Babe
  - 山本隆二:acoustic guitar
- 唄い前夜
  - 石成正人:acoustic & electric guitar
  - 沖山優司:bass
  - 波多江健:drums
  - 西村浩二:flugel horn
  - 村田陽一:trombone
  - 山本拓夫:tenor sax
  - 山本隆二:piano, organ, keyboards

- 村田陽一 by the courtesy of Victor Entertainment, Inc.
- 大田譲/矢部浩志 by the courtesy of Hurricane inc.